# Rondonópolis
Rondonópolis è una città del Brasile nello Stato del Mato Grosso, parte della mesoregione del Sudeste Mato-Grossense e della microregione di Rondonópolis.
Sta conoscendo un importante incremento demografico, dovuto soprattutto alla grande immigrazione, anche dagli altri stati, per la creazione e sviluppo di diverse industrie soprattutto nel campo della cosiddetta agro-industria (agronegocio) legato principalmente alla produzione di soia, del quale è anche considerata uno dei primi centri di tutto il Brasile.